# Pont de la Daurade
Le pont de la Daurade est un ancien pont qui enjambait la Garonne, légèrement en aval du Pont-Neuf à Toulouse. Il reliait le faubourg Saint-Cyprien, sur la rive gauche du fleuve, au monastère de la Daurade et à l'église du même nom, sur la rive droite. Ce fut le second pont maçonné bâti sur la Garonne à Toulouse, après le pont-aqueduc élevé à l'époque gallo-romaine au Ier siècle. Il fut construit dans la deuxième moitié du XIIe siècle en maçonnerie de pierre et de brique, mais les fréquentes inondations amenèrent les autorités municipales à remplacer progressivement les voûtes de brique par des tabliers de charpente en bois, au fur et à mesure qu'elles étaient emportées. Le pont fut couvert en 1480, ce qui lui fit donner le nom de Pont-Couvert.
Au XVIe siècle, son mauvais état fit envisager son remplacement et en 1541 le roi François Ier décida la construction du Pont-Neuf. Celui-ci fut achevé en 1632 et le pont de la Daurade, qu'on désignait alors comme le Pont-Vieux, fut abandonné peu après, en 1639, après de nouvelles inondations qui l'avaient à nouveau détruit. Les ruines du pont disparurent progressivement au XVIIIe siècle et seule la première arche du pont, du côté de l'Hôtel-Dieu Saint-Jacques, a subsisté.

## Dénominations
Le pont s'appelait autrefois « Pont neuf », pour le distinguer du Pont de la reine Pédauque ou Pont vieux auquel il succédait et dont le nom se retrouve dans la rue du Pont-Vieux. Il fut ensuite désigné comme le Pont couvert, Pont suspendu et enfin Pont vieux, après la construction de l'actuel Pont-Neuf.
Le Pont-Couvert de la Daurade aboutissait sur la rive droite à l'angle du quai et de la place de la Daurade. Ce fut le second pont construit à Toulouse. On lui donna d'abord le nom de Pont-Neuf, pour le distinguer du Pont-Vieux, puis celui de Pont de la Daurade où Pont-Couvert, et il devint à son tour le Pont-Vieux, lorsque le Pont-Neuf actuel fut en partie construit. Vers la fin du XVIe siècle, on apporta de profondes modifications dans la construction de son tablier de charpente, et ce fut dès lors le Pont-suspendu de la Daurade.

## Histoire
Au début du XIIe siècle, un seul pont traversait la Garonne à Toulouse qui s'appuyait sur les ruines de l'aqueduc gallo-romain. Dans la première moitié du siècle, entre 1130 et 1141, le comte de Toulouse Alphonse Jourdain donna au prieur du monastère bénédictin de la Daurade et aux habitants de la ville l'autorisation de construire un pont entre l'hôpital Sainte-Marie de Saint-Cyprien (actuel Hôtel-Dieu Saint-Jacques) et le port de Viviers (actuel port de la Daurade). La construction de ce pont n'était cependant pas commencée en 1152 ; on sait seulement qu'il était terminé avant 1180.
Le pont de la Daurade était construit à l'endroit le plus étroit du fleuve. Sur la rive gauche, le pont s'appuyait sur l'hôpital Sainte-Marie et, sur la rive droite, il débouchait face à l'église de la Daurade (actuel angle du quai de la Daurade). Il était entièrement bâti en maçonnerie de brique et de pierre et comptait neuf piles régulièrement espacées. Du côté du faubourg Saint-Cyprien, au-dessus de la première pile, on éleva une tour fortifiée qui servait de porte et protégeait le pont. Les capitouls interdirent la construction de maisons sur le pont, ne permettant seulement d'établir, aux deux entrées du pont et sur quatre éperons des piles, que huit petites boutiques en pans de bois ou « badorques » (badòrcas en occitan) sur lesquelles ils prélevaient des droits.
Le pont fut cependant une lourde charge pour les finances municipales car il fallait le réparer, au moins en partie, après chaque grande inondation. Au commencement du XIIIe siècle, plusieurs arches furent emportées. Le pont tomba encore en partie en 1258, en 1397 et en 1413. En 1436, les capitouls firent réparer le pont et la tour et sculpter leurs blasons. En 1480, ils firent reconstruire l'arche en maçonnerie de cette même pile. Mais au début du XVe siècle, la plupart des arches avaient déjà été remplacées par des pontons formés de madriers en bois, soutenus par des arcs-boutants en bois. Le pont fut flanqué sur la longueur de deux cloisons latérales en planches et surmonté d'une toiture de tuiles à deux pentes, d'où lui vint le nom de Pont-Couvert.
En 1507, la sixième pile ayant été emportée par l'inondation, il se révéla impossible de la reconstruire à cause de la force du courant. On fut obligé de jeter entre la cinquième et la septième pile un tablier de bois long de 43 mètres. En 1509, on reconstruisit deux arches et en 1523 deux autres. En 1511, le sculpteur Jean Du Boys dit de Mons édifia un oratoire sur l'éperon de la cinquième pile qui fut dès lors connu comme le Pilier de la Chapelle. L'oratoire présentait d'un côté un Christ et de l'autre une statue de la Vierge. La septième pile, appelée Pilier de la Palède, fut reconstruit en 1526 et en 1540. En 1535, les capitouls firent construire par Loys Privat une deuxième tour servant de porte sur la dernière pile du côté de la Daurade. Vers 1564, le mode d'assemblage des poutres de soutènement fut modifié : les charpentes étaient bien encore soutenues par des arcs-boutants, mais au-dessus de chaque passage « une clef de bois tenait le pont suspendu » ; dès lors, le pont de la Daurade fut connu comme le Pont-Suspendu. Vers 1574, on s'aperçut encore que la deuxième pile s'était affaissée sur un côté, d'où elle gagna le surnom de Pilier incliné.

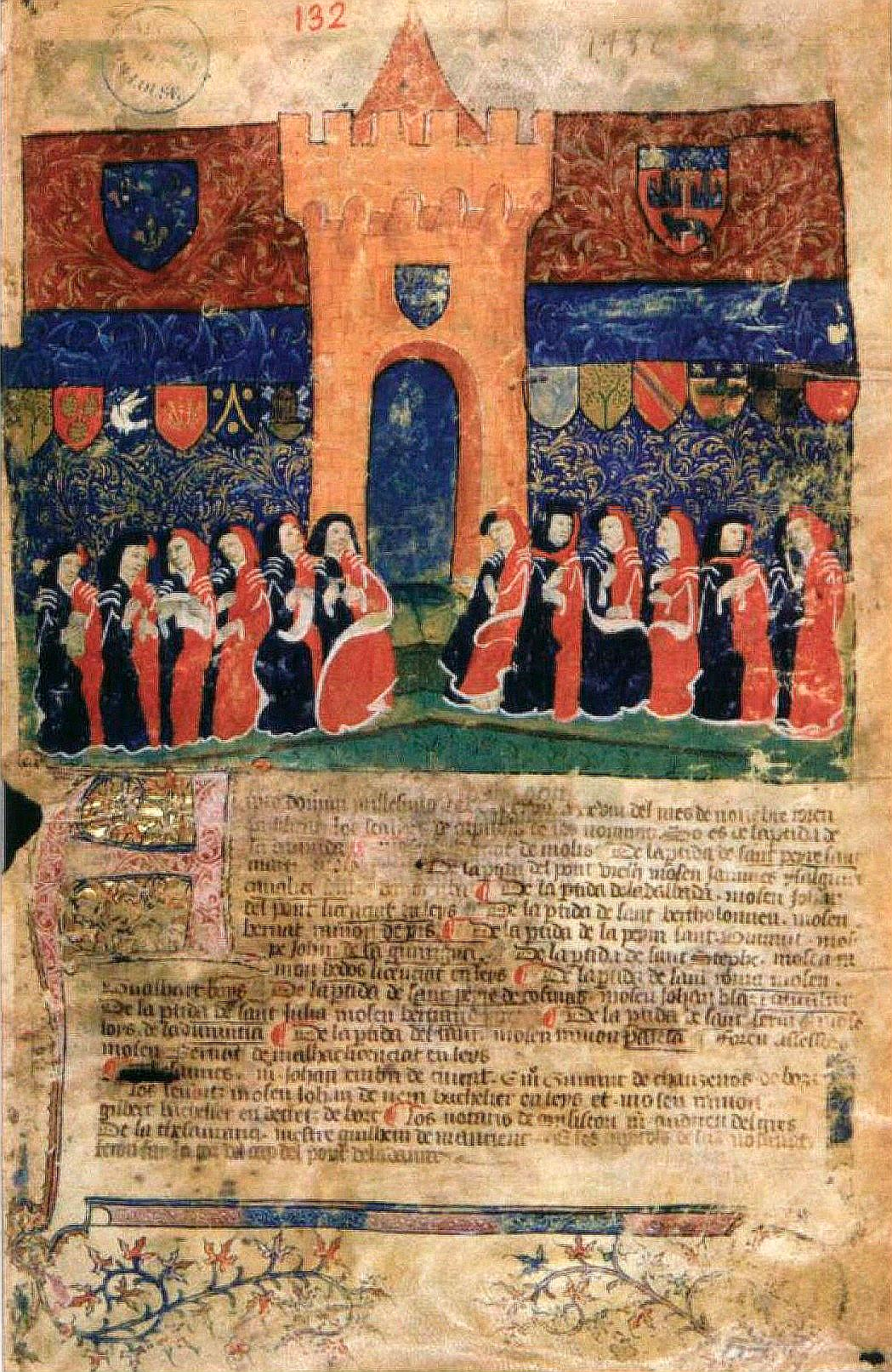
Les capitouls devant la tour du pont de la Daurade, dans les Annales de la ville (1437-1438, Archives municipales).
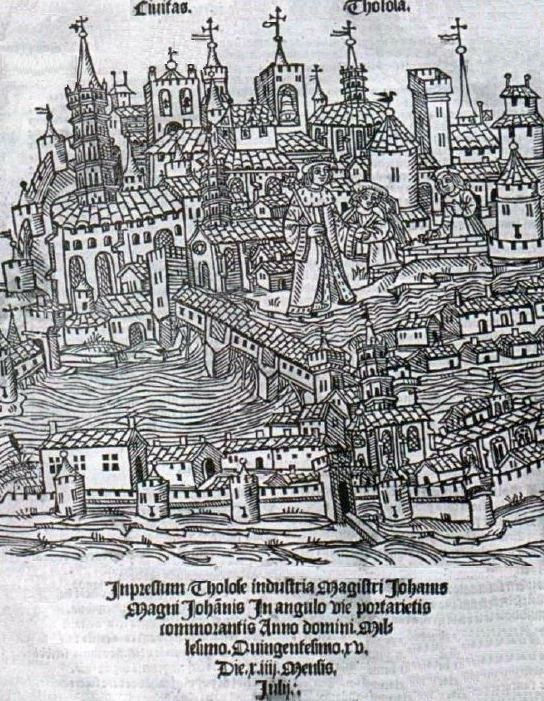
Le « pont couvert » au début du XVIe siècle, dans la Gesta Tholosanorum de Nicolas Bertrand (1515, Archives municipales).
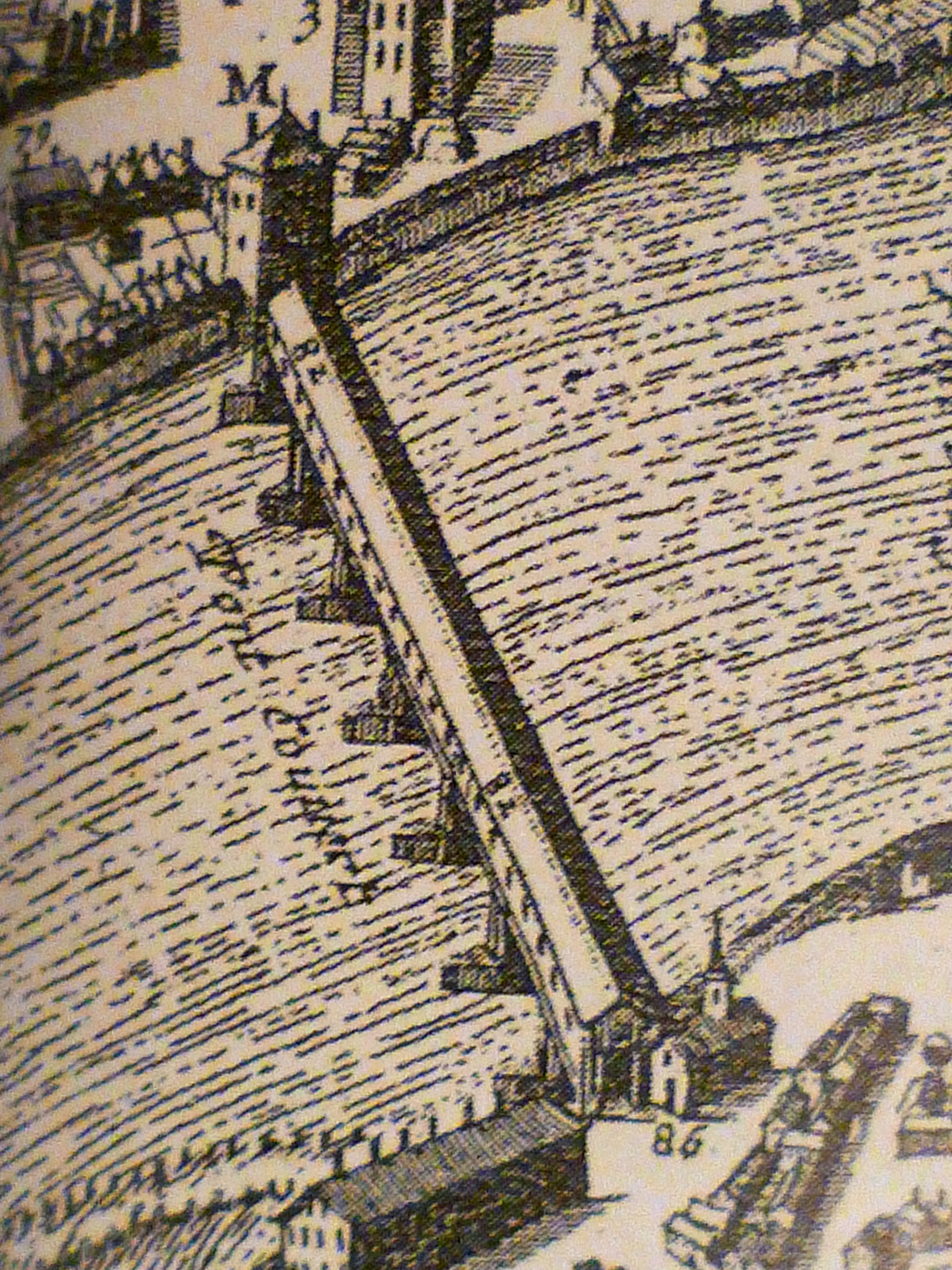
Le pont couvert en 1631, sur le plan de Tavernier.

En 1613, vers 1633 et en 1635 et encore en 1636, le pont de la Daurade dut être réparé. En 1637-1638, une nouvelle inondation emporta le premier passage du côté de Saint-Cyprien et on ne trouva pas de madriers assez longs pour le rétablir. Comme le Pont-Neuf venait d'être achevé, la démolition du pont de la Daurade fut ordonnée en 1639, mais on se contenta d'enlever les charpentes. En 1658, les capitouls firent démolir le Pilier incliné et se servirent des matériaux pour la reconstruction du Logis de la Halle aux poissons, entre la place du Pont-Neuf et la descente de la Halle. En 1686, la tour et la porte du côté de la Daurade furent démolies pierre par pierre et réédifiées au Poids commun dans l'enclos de la Maison commune. En 1718, on mit en vente ce qui restait des piles mais il n'y eut pas d'acquéreurs. Quelque temps après, on se contenta d'enlever les pierres de taille qui pouvaient servir à d'autres constructions. En 1734, une seule arche, celle du côté de l'Hôtel-Dieu, restait encore debout. On autorisa alors le directeur de l'Hôtel-Dieu à démolir la tour qui surmontait la première pile pour faire de la plate-forme une promenade pour les malades.
Lors des inondations de 1875, les ruines du dernier pilier qui subsistait au milieu du fleuve, le pilier de la Chapelle, furent emportées en grande partie. En 1949, il fut décidé de dégager complètement le fleuve des ruines des différents ponts de Toulouse et on dynamita les restes du pilier de la Chapelle.

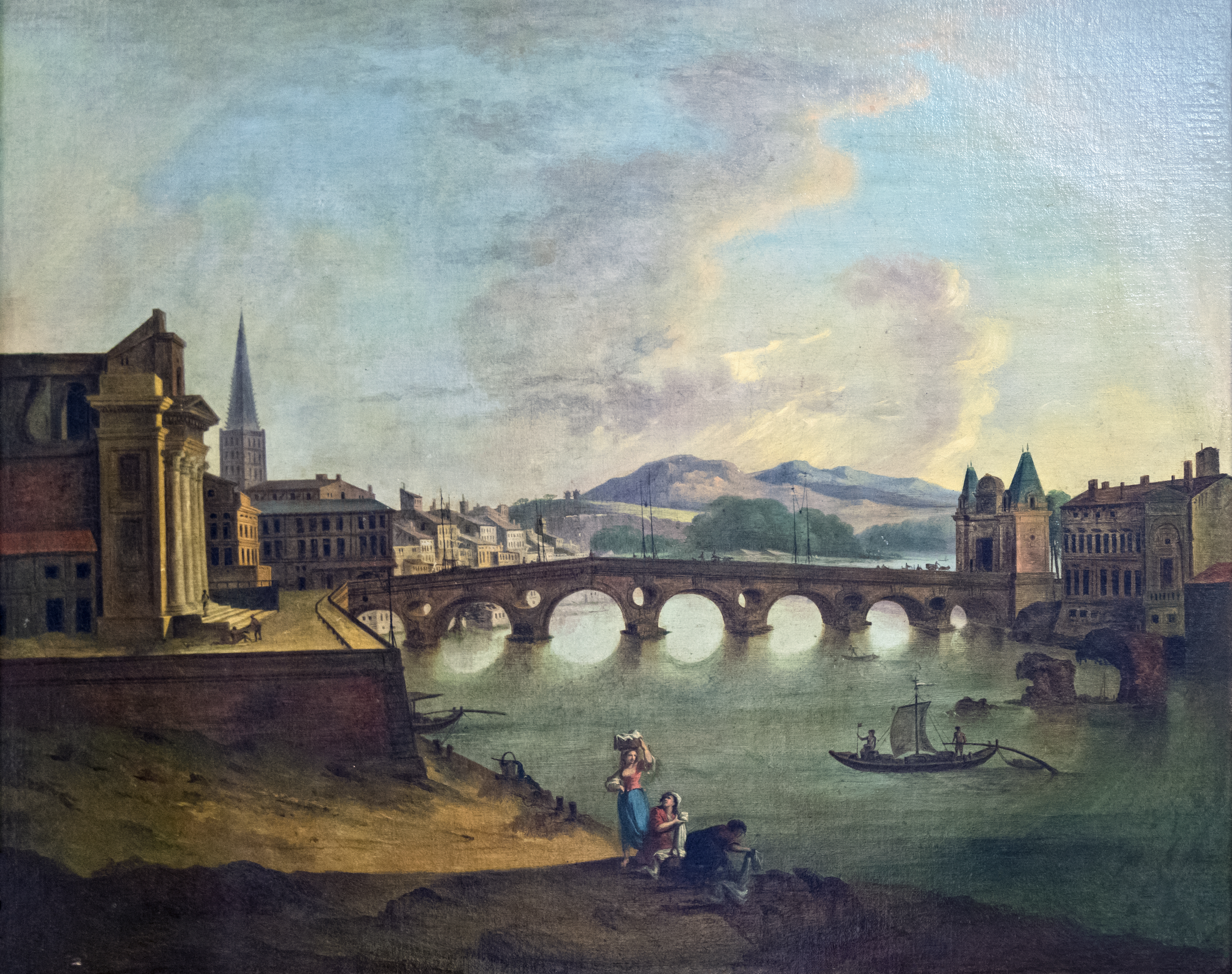
Le Pont-Neuf et les ruines du Pont de la Daurade à sa droite (vers 1800) Pierre-Joseph Wallaert Musée du Vieux Toulouse
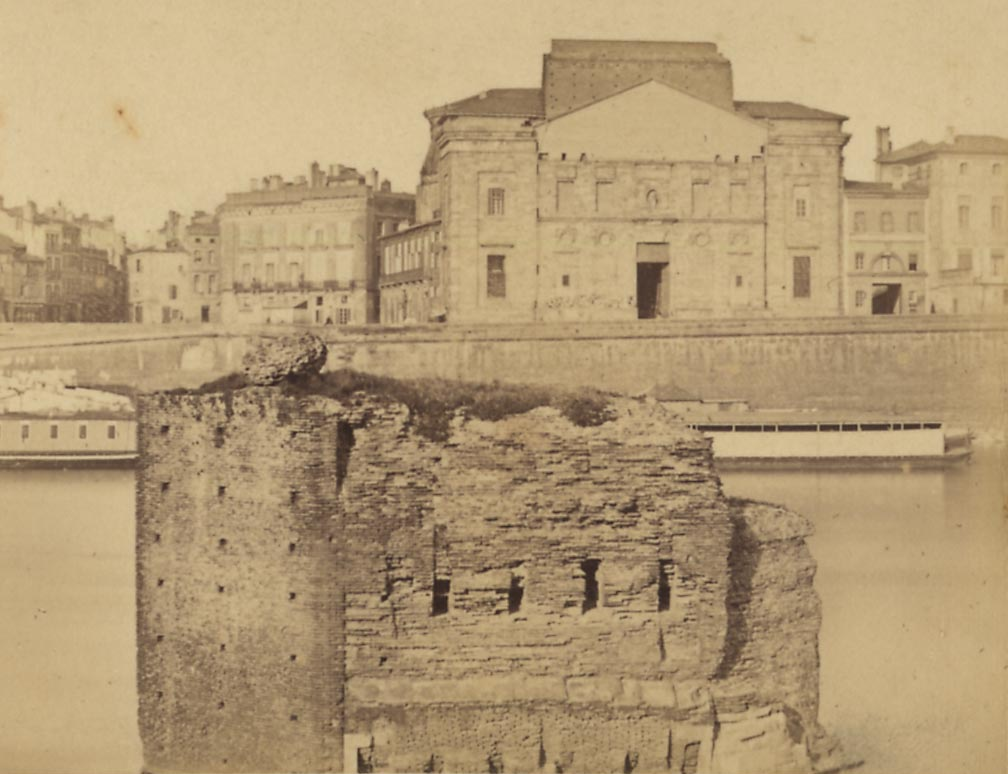
Les vestiges du pilier de la Chapelle au milieu du XIXe siècle (1869, Archives municipales de Toulouse).
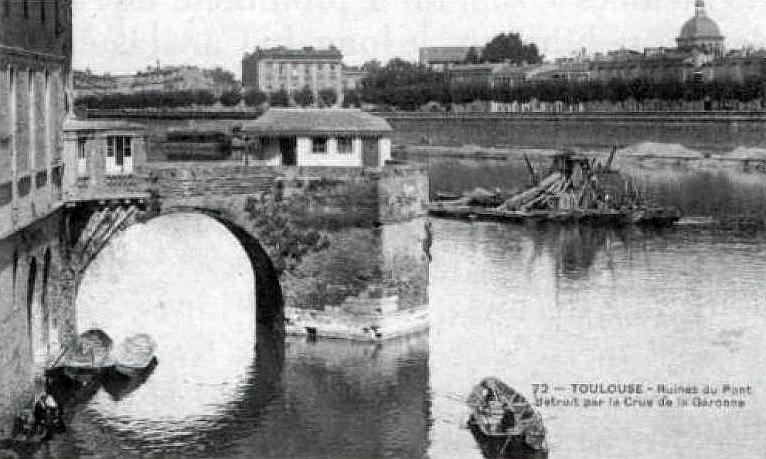
Les restes du Pont couvert en 1900 (après les crues du XIXe siècle", désormais encore visibles depuis le Pont Neuf).

## Protection
En 1932, les vestiges du pont de la Daurade font partie des premiers sites classés à Toulouse dans le cadre d'une protection qui s'étend également au Pont-Neuf voisin, ainsi qu'aux façades sur la Garonne de l'Hôtel-Dieu Saint-Jacques et de l'hôpital de La Grave. En 1943, c'est même l'ensemble des rives de la Garonne à Toulouse qui sont reconnues comme un site inscrit.
Entre 1986 et 1988, la commission des monuments historiques s'intéresse aux vestiges du pont de la Daurade. Des fouilles sont d'ailleurs menées durant cette période par l'INRAP. Les vestiges du pont sont inscrits à l'inventaire supplémentaire des monuments historiques en 1986, sauf la première pile du côté de l'Hôtel-Dieu Saint-Jacques qui est classée en 1988.
En 1998, les vestiges du pont de la Daurade sont également classés au Patrimoine mondial comme site des Chemins de Compostelle en France.